# Алі-Садр (печера)
Алі-Садр (перс. غار علی صدر) — печера, також відома як Алі-Саадр або Алі-Саардам, що означає «холод» — найбільша в світі водна печера, яка приваблює щорічно величезну кількість відвідувачів. Вона розташована неподалік від однойменної села Алі-Садр, у шахрестані Кебудрахенг, за 100 км на північ від міста Хамадан, у західному Ірані. Вхід до печери розташований на схилі пагорба Сарі Гіє, якій містить ще дві печери: Сараб і Субаш, які розташовані відповідно на відстані 7 і 11 км від печери Алі-Садр. Судячи з усього вода до Алі-Садр потрапляє з джерела, що в печері Сараб.

## Опис
Печера містить велику кількість озер різної площі, що з'єднані між собою тунелями. Площа окремих печерних озер досягає кількох сотень квадратних метрів. Глибина окремих ділянок сягає 17 метрів, а висота склепінь печери — 15 метрів від поверхні води. Вода в печері чиста і прозора. Туристи можуть подорожувати по печері лише використовуючи веслові човни або катамарани.

## Дослідження печери
Археологічні розкопки і дослідження привели до відкриття наскельних малюнків і давнього посуду, з яких зробили висновок, що печера була населена ще 12 000 років тому. На малюнках були зображені тварини, луки і стріли, сцени полювання. Печера була відома ще з часів правління перського царя Дарія I (521—485 рр. до н. е.), про що свідчить напис, виявлений біля входу до печери. Однак згодом про печеру забули, і 1963 року її наново відкрили іранські альпіністи.
Влітку 2001 року німецько-британська експедиція відкрила одне з відгалужень печери, що досягає в довжину 11 км.

## Галерея

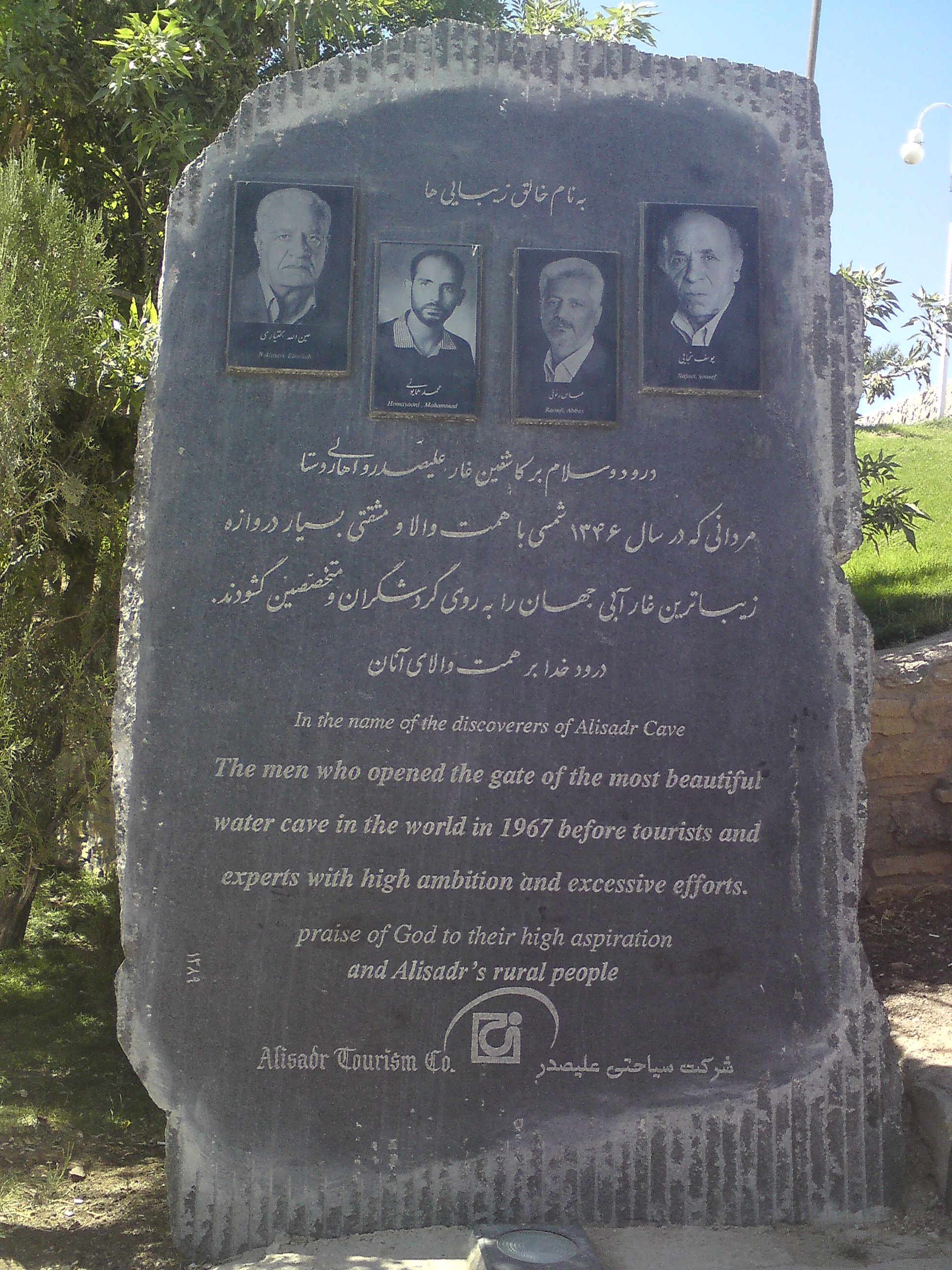
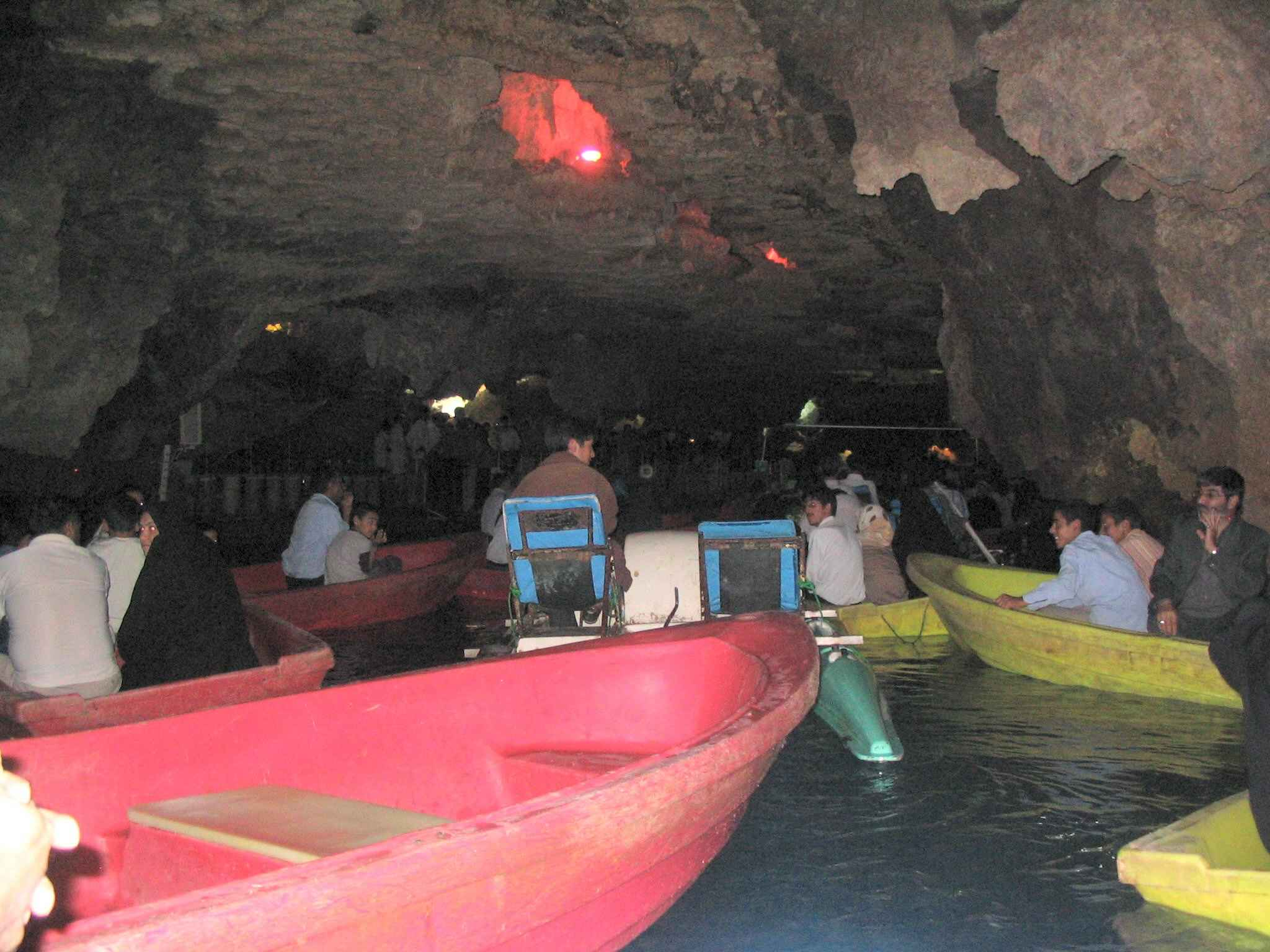
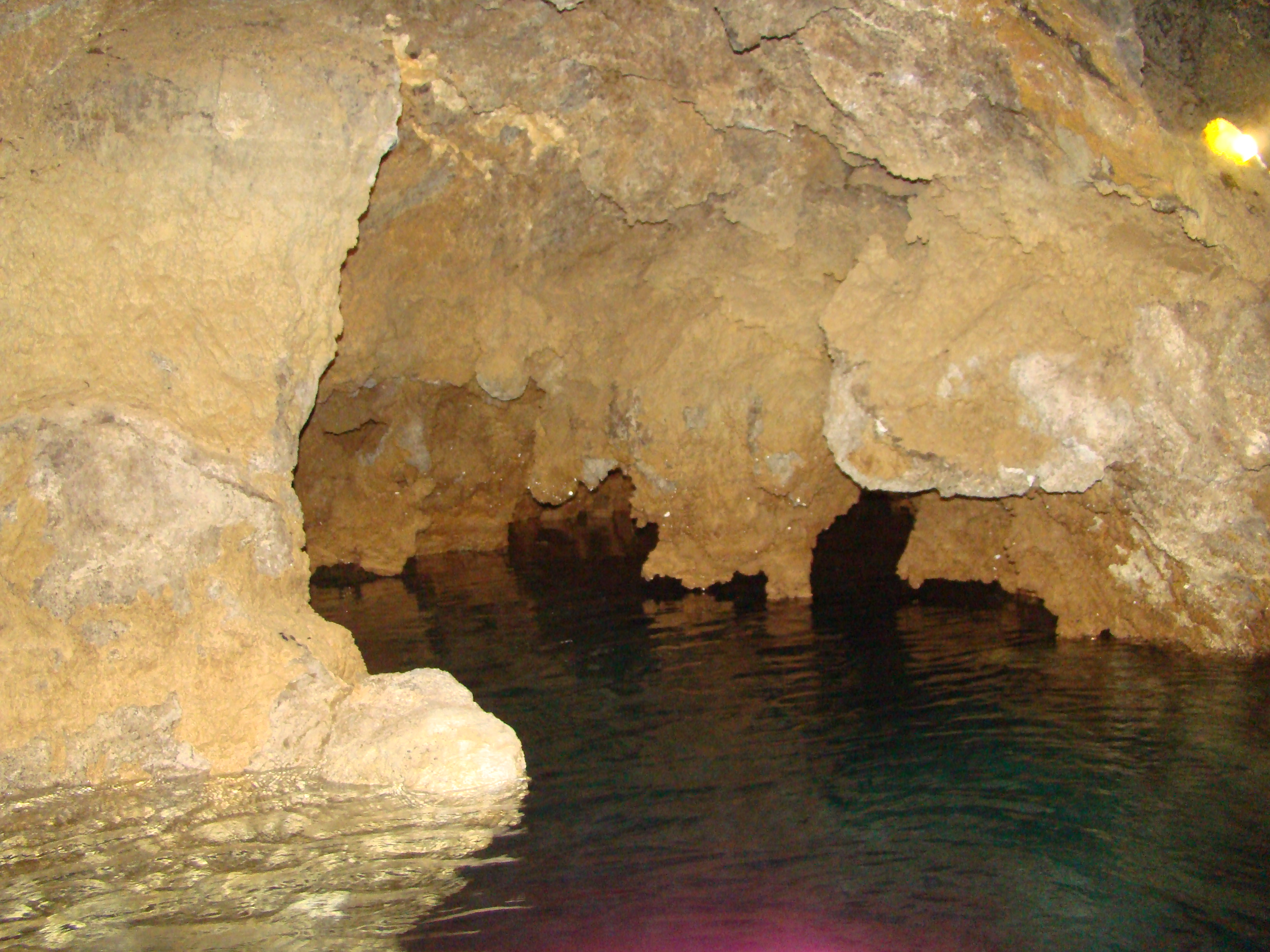
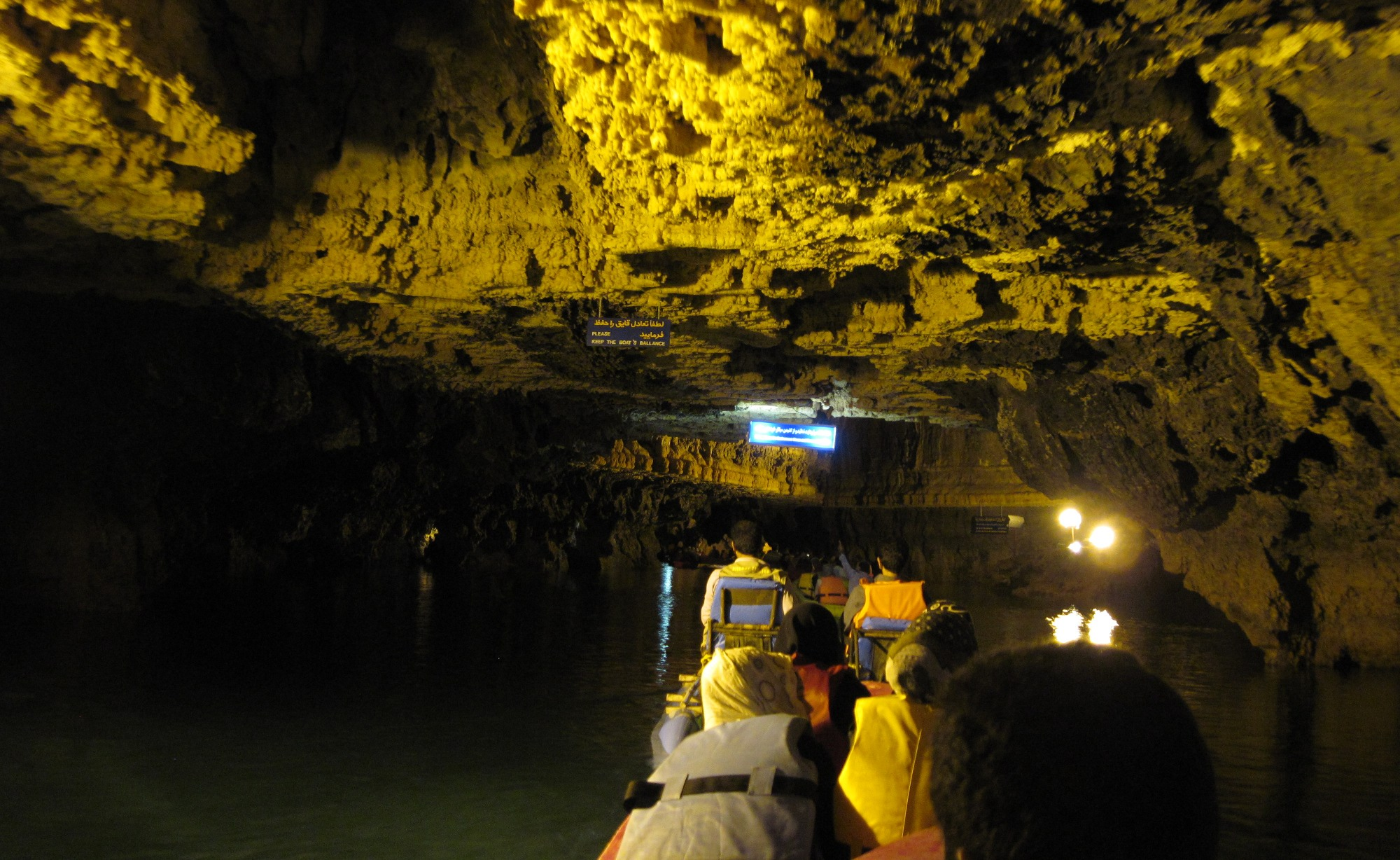
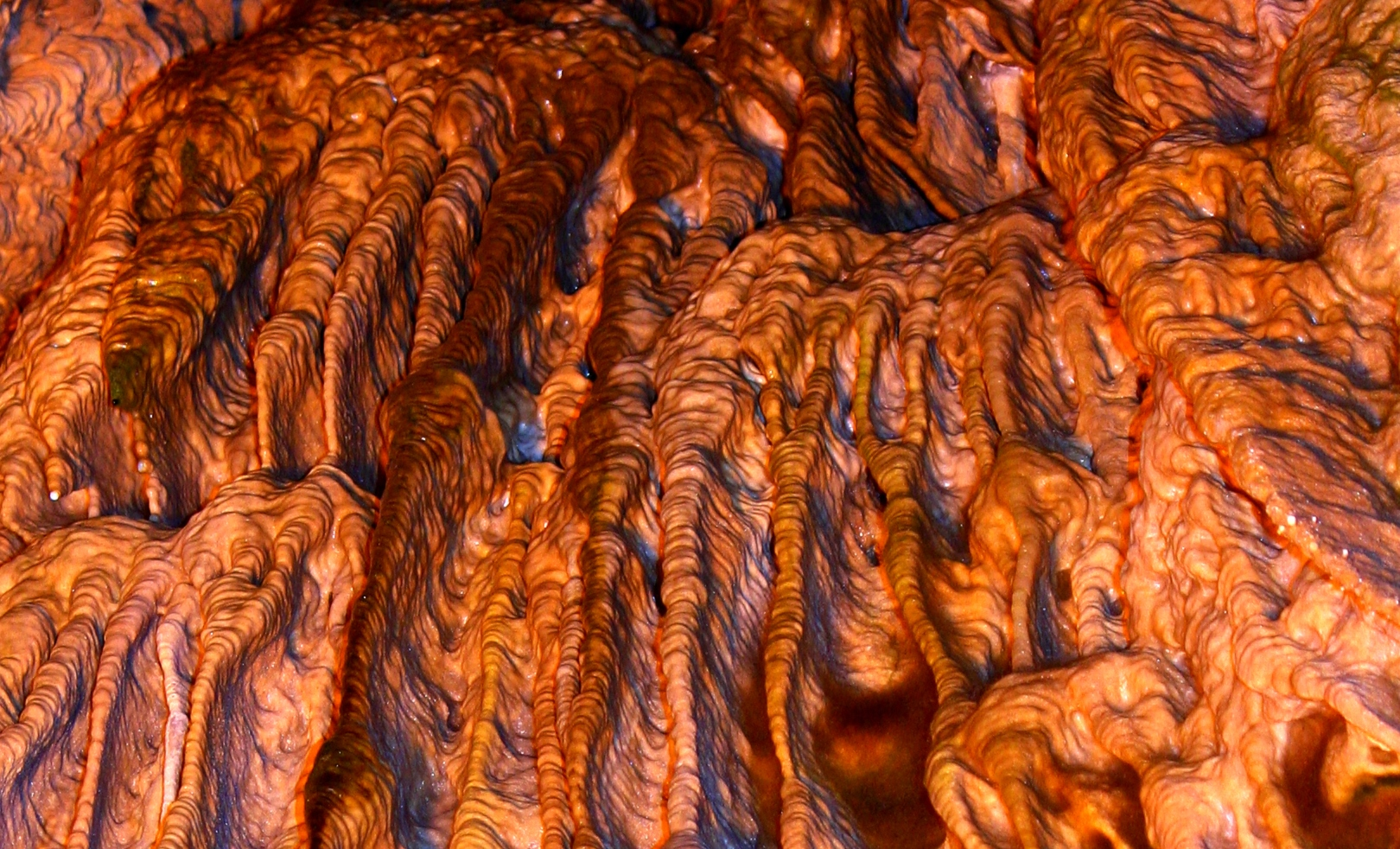
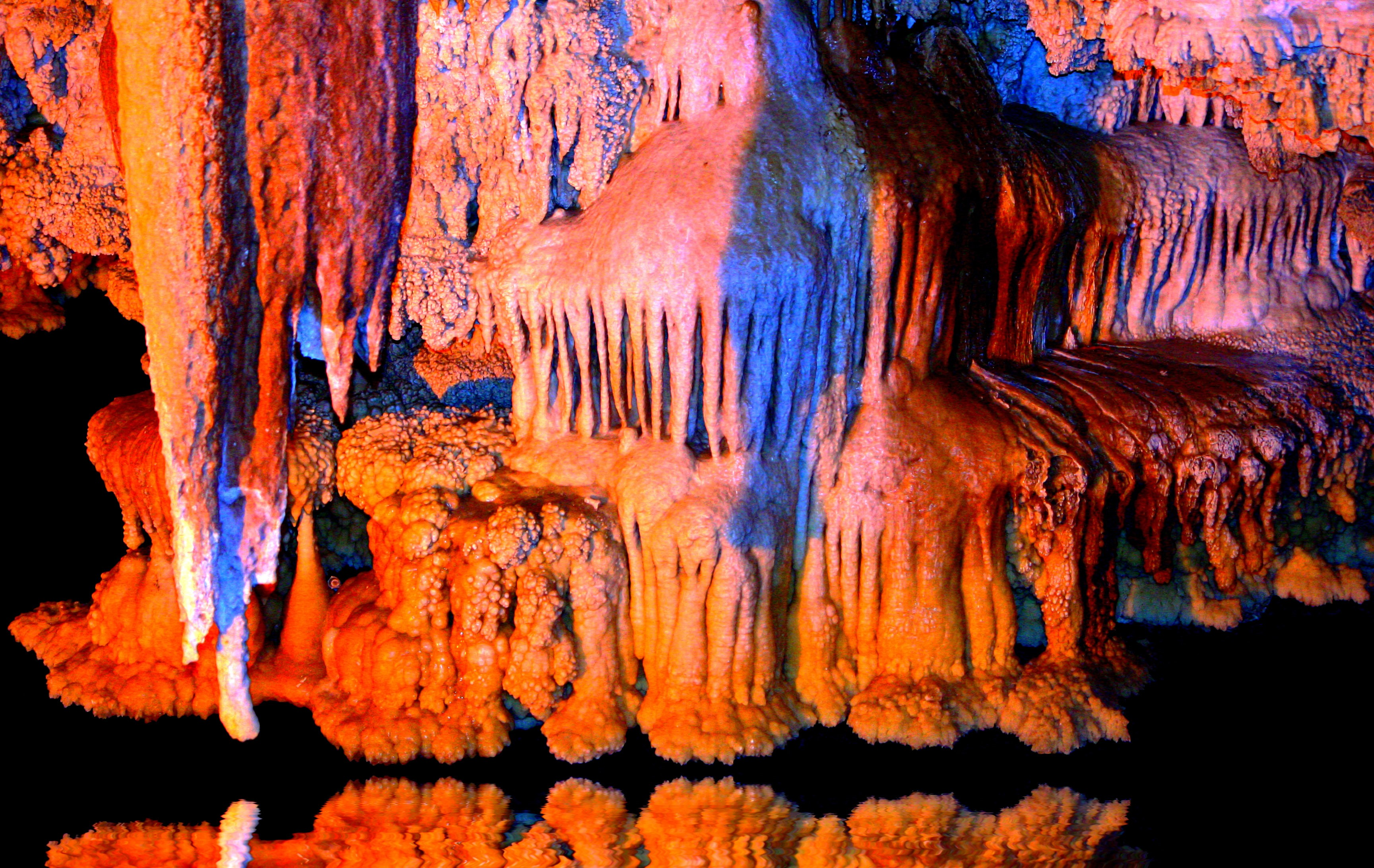